# 첫 번째 아이
《첫 번째 아이》는 2022년에 개봉한 대한민국의 영화이다.

## 캐스팅
- 박하선 : 정아 역
- 오동민 : 우석 역
- 오민애 : 화자 역
- 공성하 : 지현 역
- 임형국
- 서석규 : 인훈 역
- 허수민 : 서윤 역